# Мулунгу (Сеара)
Мулунгу (порт. Mulungu)  —  муниципалитет в Бразилии, входит в штат Сеара. Составная часть мезорегиона Север штата Сеара. Входит в экономико-статистический  микрорегион Батурите. Население составляет 9677 человек на 2006 год. Занимает площадь 134,594 км². Плотность населения — 71,9 чел./км².

## Статистика
- Валовой внутренний продукт на 2003 составляет 15.659.613,00 реалов (данные: Бразильский институт географии и статистики).
- Валовой внутренний продукт на душу населения на 2003 составляет 1.680,40 реалов (данные: Бразильский институт географии и статистики).
- Индекс развития человеческого потенциала на 2000 составляет 0,650 (данные: Программа развития ООН).